# 施塔恩斯多夫
施塔恩斯多夫（德語：Stahnsdorf）是德国勃兰登堡州的一个市镇，隶属于波茨坦-米特尔马克县。总面积为49.47平方千米，截至2020年总人口为15371人。